# Barockoboe

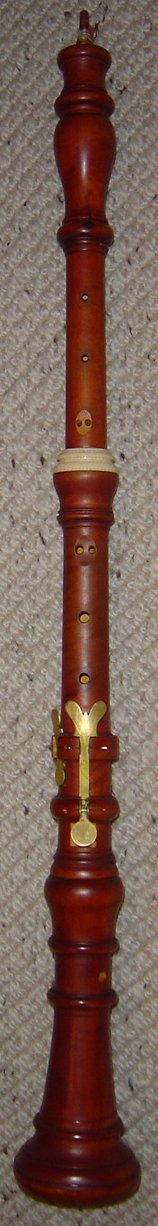
Barockoboe

Die Barockoboe ist jene Bauform der Oboe, die um die Mitte des 17. Jahrhunderts im Umfeld des französischen Königshofes (z. B. Jean de Hotteterre) aus der Schalmei entwickelt wurde und die heutzutage im Rahmen der historischen Aufführungspraxis für die Wiedergabe von Barockmusik eingesetzt wird.

## Merkmale
Die Neuerungen gegenüber der Schalmei waren die Aufteilung des Instruments in drei voneinander trennbare Teilstücke, eine engere Mensur, ein verändertes Endstück und zwei Klappen für die tiefsten Töne. Am bedeutendsten war allerdings, dass das Doppelrohrblatt nun direkt zwischen die Lippen des Spielers genommen wurde, während es bei den Vorläuferinstrumenten noch entweder vollständig in den Mund genommen wurde (ohne dass der Spieler dabei das Doppelrohrblatt berührte) oder in einer Kapsel eingeschlossen war.
Der auffälligste Unterschied zur modernen Oboe ist, dass diese viel mehr Klappen hat, die mit einer aufwendigen Mechanik bedient werden. Der Klang der Barockoboe wirkt im Vergleich zur modernen Oboe individuell und spezifisch, unter anderem wegen des reicheren Spektrums der Obertöne und des höheren Geräuschanteils. Bei der Betätigung der Klappen können Klickgeräusche hinzukommen. Auch die Tonhöhe ist bei einigen Tönen nicht optimal. Halbtöne haben bei der Barockoboe auch deshalb einen individuellen Klangcharakter, weil sie meist mit Gabelgriffen realisiert werden. Insgesamt sind die Klangfarben bei der Barockoboe bunter und facettenreicher. Bei der modernen Oboe wurde die Einheitlichkeit der Halbtöne bezüglich Intonation und Klangfarbe perfektioniert, ihr Klang ist „glatter“ und etwas heller. Aufgrund ihrer engeren Innenbohrung wird mit der modernen Oboe auch eine höhere Lautstärke erzielt.

## Geschichte
Die am französischen Hof entwickelten Instrumente wurden als „die Oboen des Königs“ (les hautbois du Roi) bald mit ähnlichen Privilegien und Besetzungsstärken versehen wie die Violinen (les violons du Roi).
Die Oboe wurde im Barock zunächst häufig von Blockflötisten gespielt, da ihre Griffweise im Wesentlichen zur (Block-)Flöte identisch war. Die Oboe gehörte im 18. Jahrhundert auch zu den Instrumenten, welche Stadtpfeifer zu beherrschen hatten. Durch die Notwendigkeit der Spezialisierung der Ansatz-, Blas- und Rohrbaukunst gab es bald eine Separierung der Aufgaben. Johann Sebastian Bach hatte in Leipzig zwei voll angestellte Oboisten, aber keinen Flötisten und nur einen Lehrling als Traversflötenspieler.
Wie alle Sopraninstrumente hat die Oboe im Barockorchester häufig colla parte mit den Violinen zu spielen. 
Die Standardbesetzung der Dresdner Hofkapelle war zu dieser Zeit: 5 erste Geigen und 5 Oboen, 3 Fagotte und 2 Violoncelli. In vielen Noten der damaligen Zeit steht in den Violinstimmen lediglich con bzw. senza Oboi; dieses orgelregisterartige Hinzu- und Wegschalten macht einen gewichtigen Teil des barocken Orchesterklangs aus. Allerdings wurde die Oboe auch ausgiebig als Soloinstrument eingesetzt, so z. B. in Werken von Johann Sebastian Bach und Georg Philipp Telemann. Ferner war sie Instrument der damaligen Militärmusik. Bis in die Mitte des 19. Jahrhunderts hat sich daraus der Offiziersrang Hautboist als Leiter der Harmonie (des Bläserensembles des Orchesters) erhalten.
Nach dem Barock bekam die Oboe nach und nach mehr Halbtonlöcher, ein immer ausgefeilteres Klappensystem und eine engere Bohrung und entwickelte sich dadurch zur modernen Oboe.

## Varianten
- Als Taille wurde unspezifisch eine Barockoboe mit einer Stimmung etwa eine Quinte unterhalb der gewöhnlichen Oboe bezeichnet.
- Die Oboe da caccia ist eine solche um eine Quinte tiefer gestimmte Barockoboe, jedoch mit einer besonderen Bauform (gekrümmter Korpus und trichterförmiger Schallbecher wie beim Corno da caccia).